# لیز واتیه
لیز واتیه (انگلیسی: Lise Watier) شرکت لوازم آرایشی کانادایی است، که در سال ۱۹۷۲ تأسیس شد.